# Universidad Ecotec
La Universidad Ecotec es una universidad privada de Ecuador que actualmente cuenta con tres sedes, respectivamente en las ciudades de Samborondón y Guayaquil. Tiene cinco facultades con 28 carreras de pregrado y está reconocida por la SENESCYT y el Consejo de Educación Superior del Ecuador, además forma parte de las universidades acreditadas por el Consejo de Aseguramiento de la Calidad de Educación Superior (CACES) . 

## Historia
La Universidad  Ecotec nació en 2007 como el Instituto Tecnológico Ecomundo, en la avenida Juan Tanca Marengo de la ciudad de Guayaquil y desde su creación ha contando con el aval y apoyo de la Universidad de Especialidades Espíritu Santo.
Inició sus actividades con 4 facultades, respectivamente las de: Marketing y Comunicación, Turismo y Hotelería, Sistemas y Telecomunicaciones, además de la facultad de Ciencias Económicas. En 2008 se creó la Facultad de Derecho, haciendo que la demanda de estudiantes incrementara y que se emprenda la realización de estudios técnicos para trasladarse a una nueva sede que estaría ubicada en un terreno de 10 hectáreas en la vía a Samborondón, donde actualmente funciona su campus principal. El funcionamiento en esta nueva sede se inició el 23 de diciembre de 2013, con el proceso de traslado de las oficinas administrativas.
En enero de 2014 se inician las clases en el nuevo campus, con los estudiantes de la jornada intensiva, para posteriormente dar inicio al primer semestre el 14 de mayo de ese mismo año con alrededor de más de 1.300 estudiantes.
En 2018 la Ecotec inauguró oficialmente su complejo deportivo dentro del campus principal en la vía a Samborondón, dicho complejo alberga un gimnasio, área de crossfit, ring de boxeo, una pista para trotar, piscina olímpica y canchas de fútbol, tenis y voleibol.
En 2019 como una respuesta a la necesidad de muchas personas que habitan en los sectores aledaños de la vía a la costa en Guayaquil, la Ecotec inauguró su tercera sede, con seis carreras entre las cuales están: Comunicación,  Derecho, Negocios Internacionales, Psicología y Administración de Empresas.
En este mismo año y con la presencia del vicepresidente de la república Otto Sonnenholzner también se inaugura un nuevo edificio en su campus principal en la vía Samborondón.
La Ecotec es una institución de educación superior humanista y con visión, que promueve el respeto por el medioambiente, razones por las que la materia de ecología está presente en cada una de las especializaciones que imparte. Además oferta la carrera de Ingeniería Agrónoma e Industrial y está trabajando en la aprobación de la carrera de Criminalística.
La Universidad Ecotec mediante su proyecto de vinculación con la sociedad también ha llevado a cabo importantes contribuciones interinstitucionales, entre las que destaca la creación de un software para un colegio fiscomisional de la Fundación Kairós en la Isla Trinitaria.

## Actualidad
En la actualidad, la Ecotec cuenta con seis facultades: Ciencias Económicas y Empresariales, Marketing y Comunicación, Derecho y Gobernabilidad, Facultad de Ingenierías, Turismo y Hotelería, Ciencias de la Vida y Desarrollo Humano. Además ofrece 14 maestrías, también está aliada con la ENyD.

## Campus Ecotec
Cuenta con tres campus, donde ofrece gran variedad de beneficios para sus estudiantes, incluyendo el servicio de transporte denominado ECO-BUSES, una biblioteca con 6.398 libros físicos, 44.339 libros digitales, 56 tesis, 6 bases de datos, sala de lectura en cada una de sus sedes, acceso a conexiones de internet, publicaciones académicas como la revista "RES NON VERBA" y 41 libros publicados.
Para preservar la seguridad de estudiantes y colaboradores cuenta con puertas de acceso biométrico, complejo deportivo, cafetería, cajero automático, también hay una amplia zona de estacionamiento con vigilancia permanente para los estudiantes, docentes y demás colaboradores. 
La Universidad Tecnológica Ecotec proporciona orientación a sus estudiantes con un centro de bienestar estudiantil, vinculación con la sociedad, biblioteca, capilla religiosa.
En su campus principal, esta institución también ha llevado a cabo premiaciones y entregado reconocimientos a distinguidas figuras de las ramas de la Comunicación, Arte y Cultura entre los que destacan la periodista Tania Tinoco, al pintor ecuatoriano Enrique Tábares y al presidente de la Fundación Sánchez Aguilar por contribuir al desarrollo de la cultura con la creación del Teatro Sánchez Aguilar.
Así también entrega reconocimientos a los docentes más destacados en el ámbito de la investigación, producción científica e innovación, entre los que destacan la labor del Dr. Rafael Sorhegui por su publicación Determinación del índice de satisfacción del servicio logístico al cliente mediante el uso de indiferencia difusa por ganar la distinción al mejor artículo de ciencias económicas, otorgado por la Universidad de La Habana en Cuba.
La [[Ecotec]] se caracteriza por entregar reconocimientos a personas de amplia trayectoria en campos culturales y artísticos, entre los reconocidos por esta universidad tenemos al cineasta Sebastián Cordero, la periodista Patricia Estupiñán editora de la revista Vistazo y el pintor Olmedo Quimbita.
La Ecotec contiene Grado y Postgrado cuenta con diferente carreras: 
- Facultad de Ciencias Económicas y Empresariales
- Facultad de Derecho y Gobernabilidad
- Facultad de Marketing y Comunicación
- Facultad de Ingenierías
- Facultad de Turismo y Hotelería
- Facultad de Ciencias de La Salud y Desarrollo Humano